# Jeanne d'Arc (videogioco)
Jeanne d'Arc (ジャンヌ・ダルク?, Jannu Daruku) (reso graficamente JEANNE D'ARC) è un J-RPG tattico sviluppato dalla giapponese Level-5 e pubblicato da Sony Computer Entertainment per PlayStation Portable in Giappone nel 2006 ed in Nord America nel 2007.
Jeanne d'Arc è stato il primo videogioco di ruolo della Level-5 di questa tipologia, nonché il primo titolo dello studio a essere pubblicato per PlayStation Portable. Il gioco si avvale di elementi fantasy per raccontare una storia vagamente basata su quella di Giovanna d'Arco, eroina nazionale francese, e sulle sue lotte per impedire l'occupazione inglese della Francia durante la guerra dei cent'anni, all'inizio del XV secolo.
Il gioco è stato accolto da recensioni positive al lancio, con apprezzamenti diretti alla trama ed al valore storico degli eventi narrati.

## Trama
Secoli fa, un potente demone proveniente da una dimensione parallela tentò di assoggettare il regno degli umani. Gli umani formarono quindi un'alleanza con alcuni degli abitanti di quella dimensione, che in seguito sarebbero rimasti a vivere sulla Terra, e dai quali ricevettero cinque amuleti in grado di sprigionare un enorme potere. Forti di questo potere, cinque prescelti sconfissero l'esercito del demone e lo sigillarono all'interno di una pietra preziosa.
Molti anni dopo, durante la Guerra dei Cent'Anni, lo zio del giovane principe Enrico VI risveglia il demone, che si incarna nel corpo del principe e riporta in auge il suo disegno di dominio del mondo. La guerra così scatenata dall'esercito inglese, forte dell'appoggio dei mostri al servizio del demone, raggiunge anche il villaggio di Domremy, dove vive Giovanna d'Arco, che nel mezzo della battaglia ritrova uno dei mitici cinque amuleti, il quale la elegge a suo nuovo padrone. Grazie ad esso, Giovanna inizia a sentire una voce ultraterrena, che la esorta a usare il suo nuovo potere per scacciare gli inglesi e salvare la Francia. Convinta di aver ricevuto un messaggio di Dio, la giovane abbandona il villaggio assieme due amici, il mercenario senza memoria Roger e la giovane Liane, dirigendosi a Chinon per incontrare il Delfino.

## Modalità di gioco
In battaglia, in alto a destra è mostrato il numero di turni; in basso a sinistra, l'icona del personaggio selezionato con le varie informazioni (punti ferita, punti mana, ecc.)

## Doppiaggio
| Personaggio        | Doppiatore originale | Doppiatore statunitense |
| ------------------ | -------------------- | ----------------------- |
| Jeanne d'Arc       | Maaya Sakamoto       | Kari Wahlgren           |
| Roger              | Akira Ishida         | Yuri Lowenthal          |
| Liane              | Mamiko Noto          | Honorine Bell           |
| Luther             | Hiroshi Arikawa      | Liam O'Brien            |
| Duke of Bedford    | Takkō Ishimori       | Clive Revill            |
| Henry VI           | Satomi Kōrogi        | Benjamin Bryan          |
| Gilles de Rais     | Hiroaki Hirata       | Jean-Michel Richaud     |
| Richard            | Keiji Fujiwara       | Pete Renaday            |
| La Hire            | Shirō Saitō          | Fred Tatasciore         |
| Prince Charles VII | Takayuki Fujimoto    | Stephen Stanton         |